# Ельзас-Лотарингія
48°40′ пн. ш. 7°00′ сх. д. / 48.67° пн. ш. 7° сх. д.
Ельзас-Лотарингія (нім. Elsaß-Lothringen, фр. Alsace-Lorraine) — «імперська провінція» Німецької імперії, нині на території Східної Франції, що складається з Ельзасу і східної Лотарингії, пов'язаних спільною історією в період з 1871 до 1944 рр.

## Загальні відомості
На території Ельзас-Лотарингії розташовані департаменти Верхній Рейн, Нижній Рейн та Мозель. Площа регіону становить 14496 км².

## У складі Німеччини

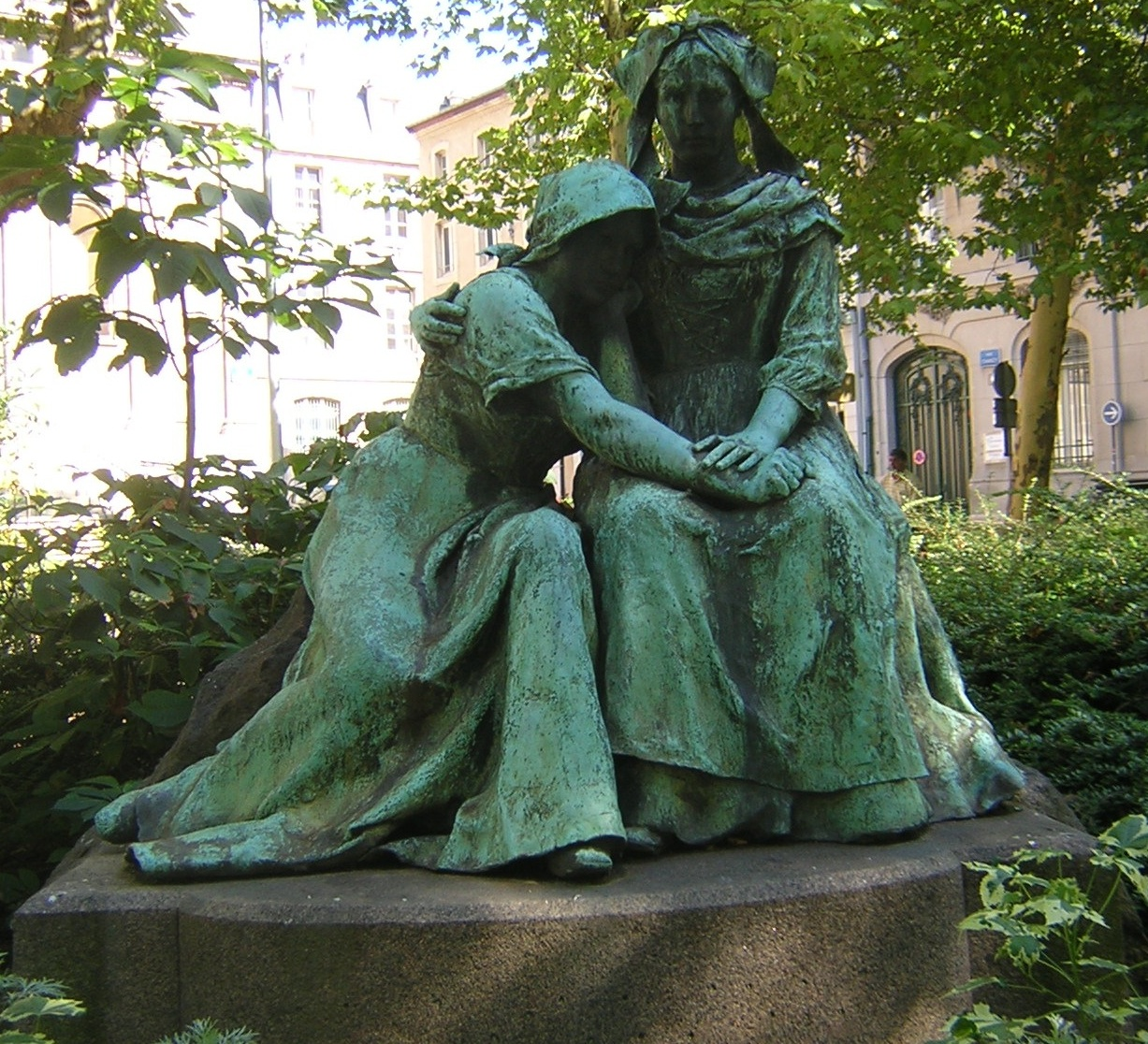
Лотарингія плаче на плечі Ельзасу. Пам'ятник в Нансі

Після французько-пруської війни значна частина Лотарингії і майже весь Ельзас були передані Німеччині. Назви провінцій були залишені колишніми, але німецька влада негайно почали утискати французьку мову і французьку культуру. Французи чинили опір, і придушити французький дух німцям не вдалося. Водночас у Франції активним був реваншистський рух на підтримку відібраних провінцій, на честь Ельзасу та Лотарингії в багатьох містах країни називалися вулиці, в Нансі — стародавній столиці Лотарингії, що залишилася в складі Франції — був відкритий алегоричний пам'ятник двом провінціям.

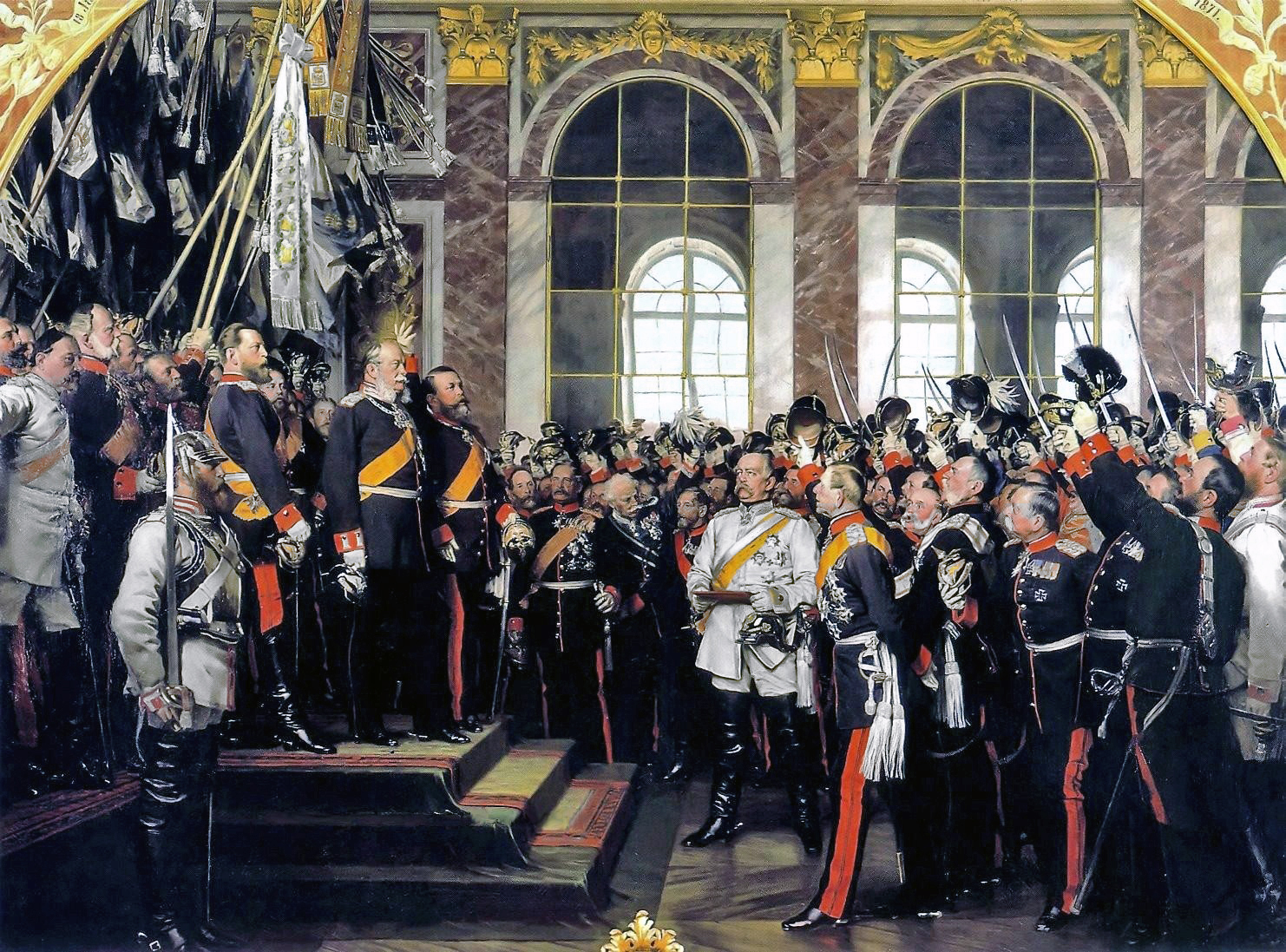
проголошення німецької імперії (Версаль, 18 січня 1871): на платформі Кайзер Вільгельм I, праворуч кронпринц Фрідріх Вільгельм, біля підніжжя помосту, в білому, канцлер Імперії, князь Бісмарк

В Першу світову війну ельзасці та лотарингці відмовлялися воювати в німецькій армії, їх девізом був лаконічний вираз: «Без нас!». У листопаді 1918 року була проголошена ельзаська радянська республіка, але до кінця війни союзники зайняли значну частину Ельзасу та Лотарингії. За умовами  Версальського мирного договору, Франція повернула собі ці землі.

## Подальша історія
Після розгрому Франції в 1940 році Німеччина знову анексувала Ельзас і Лотарингію. Значна частина французького населення була зігнані в концтабори, багато хто загинув там. У 1944 році Ельзас і Лотарингія були звільнені союзними військами, і після війни офіційно повернені Франції.

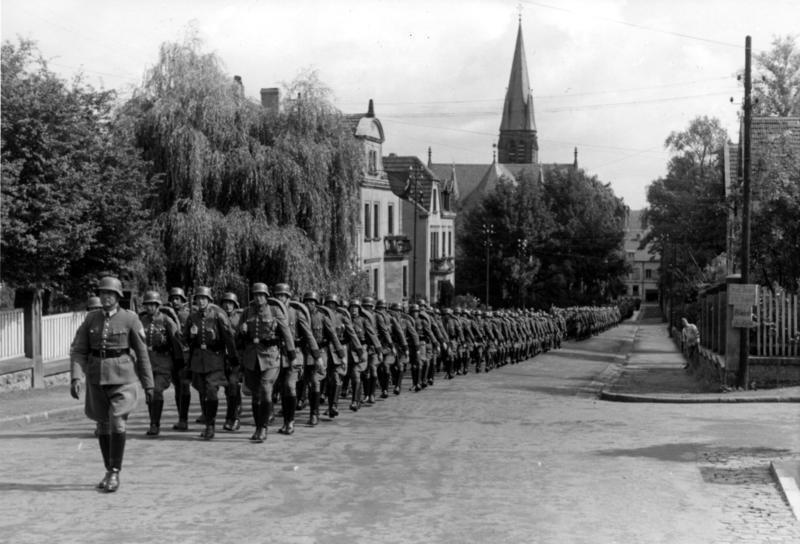
Парад німецьких військ в 1940

### Повернення до Франції
Після Другої світової війни область була повернена до Франції, яка в наступні десятиліття проводила політику асиміляції. Таким чином, німецька мова поступово була витіснена із вжитку так сильно, що переважна більшість молоді (тих, хто народився після 1970) вже не володіє німецькою. Проте з 1972 року були створені регіональні парламенти в Ельзасі та Лотарингії.

## Міста
- Страсбург (фр. Strasbourg, нім. Straßburg).
- Мец (фр. Metz, нім. Metz).
- Кольмар (фр. Colmar, нім. Kolmar).